# Barbara Magnolfi
Barbara Magnolfi (Rennes, 16 aprile 1955) è un'attrice e produttrice cinematografica italiana.

## Biografia
Fin da bambina studia danza e recitazione. Ancora giovanissima, viene notata dal regista Antonio Pietrangeli, che le offre un ruolo nel suo film Come, quando, perché (1969). In questo periodo alterna il lavoro di attrice a quello di modella, facendosi notare per la sua avvenenza fisica ed il corpo perfetto. Considerata negli anni settanta una delle attrici italiane più promettenti, è tra gli interpreti di Morte sospetta di una minorenne (1975) di Sergio Martino e Disposta a tutto (1977) di Giorgio Stegani, in cui evidenzia tutte le sue doti di attrice drammatica.
Nel 1977 interpreta il ruolo di Olga nel celeberrimo Suspiria, di Dario Argento. Negli anni ottanta lavora sia per il cinema che per la televisione, interpretando tra l'altro il ruolo di Rita nel cannibal movie Inferno in diretta (1985) di Ruggero Deodato. Attualmente la Magnolfi vive e lavora a Los Angeles, dove all'attività di attrice ha recentemente aggiunto anche quella di produttrice.

## Vita privata
Il 26 ottobre 1977 si è sposata con l'attore francese Marc Porel, con il quale ha recitato in quattro film, Difficile morire (1977), Milano... difendersi o morire (1978), La sorella di Ursula (1978) e La pagella (1980). Dopo la prematura morte di Porel, deceduto il 15 agosto 1983, la Magnolfi si è dedicata a sensibilizzare la pubblica opinione sui pericoli delle droghe, partecipando a varie campagne "No to Drugs". Si è poi risposata nel 1985 e ha divorziato nel 1990; da questo secondo matrimonio ha avuto due figli.

## Filmografia

### Cinema
- Come, quando, perché, regia di Antonio Pietrangeli, Valerio Zurlini (1969)
- Di che segno sei?, regia di Sergio Corbucci (1975)
- Morte sospetta di una minorenne, regia di Sergio Martino (1975)
- La madama, regia di Duccio Tessari (1976)
- Difficile morire, regia di Umberto Silva (1977)
- Suspiria, regia di Dario Argento (1977)
- Disposta a tutto, regia di Giorgio Stegani (1977)
- Milano... difendersi o morire, regia di Gianni Martucci (1978)
- La sorella di Ursula, regia di Enzo Milioni (1978)
- La pagella, regia di Ninì Grassia (1980)
- Inferno in diretta, regia di Ruggero Deodato (1985)
- Mai con le donne, regia di Giovanni Fago (1985)
- Gotcha - cortometraggio (1991)
- Noise Matters, regia di Matias Masucci (2013)
- Disciples, regia di Joe Hollow (2014)
- Violent Shit: The Movie, regia di Luigi Pastore (2015)
- Deathcember, episodio (Five Deaths in Blood Red) regia di Ama Lea (2019)
- Seeds, regia di Skip Shea (2020)

### Televisione
- Polizia squadra soccorso (Police Rescue) – serie TV, episodio 1x13 (1991)
- Caccia al ladro d'autore – serie TV (1985)
- I figli dell'ispettore – film TV (1986)
- My Haunted House – serie TV, 2 episodi (2015)